# Gouden incakolibrie
De gouden incakolibrie (Coeligena eos) is een vogel uit de familie Trochilidae (kolibries). De vogel is in 1848 door de Britse ornitholoog John Gould geldig beschreven als Helianthea Eos. De soort werd lang als ondersoort van de goudbuikincakolibrie (C. bonapartei) beschouwd.

## Kenmerken
De vogel is ongeveer 14 cm lang en lijkt sterk op de goudbuikincakolibrie. Opvallend bij deze soort zijn de licht okerkleurige vlekken op de vleugels en op het bovenste deel van de staart.

## Verspreiding en leefgebied
Deze soort komt in  een noordelijke uitloper van de Andes in westelijk Venezuela op hoogten tussen de 1400 en 3200 meter boven zeeniveau. De vogel is gebonden aan natuurlijk bos en struikgewas.